# درخت بهشتی
درخت بهشتی (کره‌ای: 천국의 나무) یک مجموعهٔ تلویزیونی کره جنوبی سال ۲۰۰۶ با بازی لی وان و پارک شین هه است. این دو بازیگر در مجموعه تلویزیونی پلکانی به بهشت (۲۰۰۳) نیز همبازی بودند. این مجموعه از ۸ فوریه تا ۹ مارس ۲۰۰۶، روزهای چهارشنبه و پنجشنبه ساعت ۲۱:۵۵ (کی‌اس‌تی) از اس‌بی‌اس برای ۱۰ قسمت پخش شد. درخت بهشتی که در ژاپن با نام تن‌گوکو نو کی (天国の樹) شناخته می‌شود، به‌طور کامل در ژاپن فیلم‌برداری شد و بازیگران کره‌ای و ژاپنی در آن بازی کردند.